# Dödens dimension (Skivvärlden)
Dödens dimension är en fiktiv dimension skapad av Terry Pratchett.

## Platser
Döden har ett hus och en trädgård i sin dimension. Därifrån kan han färdas till Skivvärlden när någon håller på att dö. I den dimensionen bor även Dödens betjänt, Albert. Döden har också en biodling i sin trädgård. Ljuset i Dödens dimension är gråaktigt. Döden har även ett stort antal timglas som dömer ut tiden för alla dödliga varelser. Han har också i sin trädgård ett antal äppelträd.